# The Brothers Four
The Brothers Four – amerykańska grupa folkowa założona w 1957 w Seattle.
Bob Flick, John Paine, Mike Kirkland i Dick Foley spotkali się na uniwersytecie w Waszyngtonie. W 1959 wyjechali do San Francisco, gdzie spotkali Morta Lewisa, który był menedżerem Dave’a Brubecka. Lewis został ich menedżerem i zapewnił im kontrakt z wytwórnią Columbia Records.
Do największych przebojów grupy należą piosenki: Greenfields, 500 miles, The Green Leaves of Summer, 55 Days At Peking.

## Dyskografia
- 1960
  - The Brothers Four
  - Rally 'Round
- 1961
  - B. M. O. C. (Best Music On/Off Campus)
  - Roamin'
  - Song Book
- 1962
  - In Person
- 1963
  - Cross-Country Concert
  - Big Folk Hits
- 1964
  - Sing Of Our Times
  - More Big Folk Hits
- 1965
  - The Honey Wind Blows
  - Try To Remember
- 1966
  - A Beatles Song Book
- 1967
  - A New World's Record
- 1969

Let's Get Together
- 1970

The Brothers Four 1970
- 1971
  - Merry Christmas
- 1976
  - The Brothers Four NOW
- 1979
  - New Gold
- 1980
  - Where The Eagles Fly
- 1987
  - Silver Anniversary Concert
- 1996
  - The Tokyo Tapes
- 2005
  - This Land Is Your Land